# 뱃노래 (쇼팽)

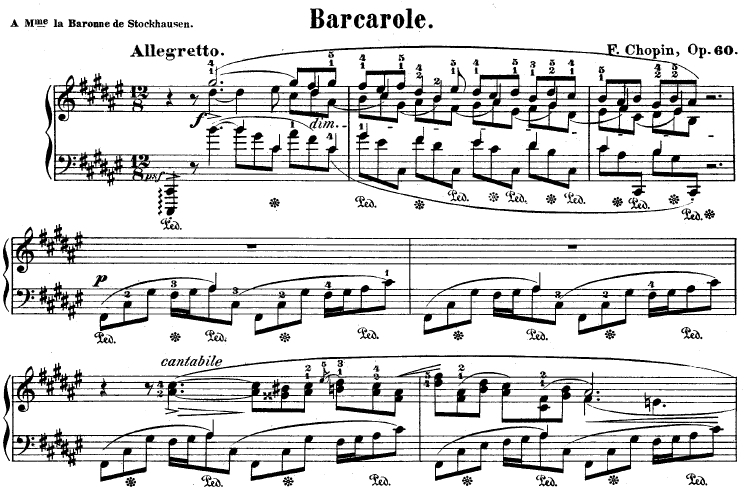
뱃노래의 오프닝

《뱃노래 올림바장조 작품 번호 60》(Barcarolle in F-sharp major, Op. 60)은 프레데리크 쇼팽이 죽기 세 해 앞둔 1845년 가을에서 1846년 여름 사이에 작곡한 피아노곡이다.
바르카롤의 리듬과 무드를 베이스로 하여 전체적으로 낭만적인 분위기가 특징이다. 오른손에 대한 기술적인 수치의 대부분은 1/3 및 6분의 1인 반면 왼쪽 기능은 한 옥타브를 넘는 매우 긴 범위이다. 그 중간 부분은 A 장조이고, 이 부분의 두 번째 주제는 F-sharp로 작품의 끝 부분에 있다.
이것은 그의 환상 폴로네즈 Op. 61과 함께 쇼팽의 마지막 주요 작품 중 하나이다. 그것은 종종 그의 더 까다로운 작품 중 하나로 간주된다. 공연 시간은 평균 7-9분이다.